# Grodzisław
Grodzisław, Grodzsław – staropolskie imię męskie. Składa się z członu Grodz(i)- ("grodzić, otaczać płotem") i -sław ("sława").
Grodzisław imieniny obchodzi 10 kwietnia i 12 października.